# Morimopsidius triangularis
Morimopsidius triangularis là một loài bọ cánh cứng trong họ Cerambycidae.